# Desmiphora maculosa
Desmiphora maculosa är en skalbaggsart som beskrevs av Linsley och Chemsak 1966. Desmiphora maculosa ingår i släktet Desmiphora och familjen långhorningar. Inga underarter finns listade i Catalogue of Life.